# BAP Larrea (CM-25)
El BAP Larrea (CM-25) es una corbeta misilera que adquirió el Perú para su Marina de Guerra, en la década de los años 1970. Es una unidad del tipo Corbeta lanzamisiles. Es una de las seis corbetas lanzamisiles con que cuenta la Flota Naval del Pacífico de la Marina de Guerra del Perú.
Su construcción para la marina peruana, fue encargada a los astilleros de la Direction des Constructions et Armes Navales (hoy DCNS) en Lorient, Francia y su alistaminento fue completado en el mismo astillero.
El casco fue botado al mar el día 12 de mayo de 1979. El pabellón peruano fue afirmado a bordo en este moderno buque de guerra y se le comisionó en la marina peruana el 16 de junio de 1981, incorporándose inmediatamente a la escuadra peruana en el Mar de Grau.
Desplaza 560 toneladas y tiene una velocidad de 36 nudos. Su armamento consiste de artillería convencional y de misiles.